# Vivid (banda)
Vivid (estilizado como: ViViD) es una banda japonesa de rock perteneciente al movimiento Visual kei originaria de Tokio. Formada en marzo de 2009, tiene contrato con Epic Records Japan. Sus miembros son Shin (シン?) (vocalista), Reno (零乃?) (guitarrista), Ryoga (怜我?) (guitarrista), Iv (イヴ?) (bajo), and Ko-ki (batería y Dj).

## Historia
Fue creada en marzo de 2009 con la sección rítmica, o sea Iv (ex-Kisnate) y Ko-ki (ex-Novelis). Luego, en marzo encontraron vocalista (Shin, ex-Dennou Romeo), y guitarristas: Reno (ex-Novelis) y Ryoga. En abril, el sitio web de Indie-PSC anunció que habían firmado contrato con Vivid. El 19 de abril, la banda empezó oficialmente sus actividades con su primera presentación en vivo en Takadanobaba Area. En su propio web oficial, abierto a fines de abril, la banda anunció en mayo que sus primeras grabaciones iban a ser lanzadas en julio y agosto.
Durante mayo y junio se presentaron en un total de cinco conciertos, empezando en Shibuya O-West el 11 de mayo y terminando en el mismo lugar el 24 de junio. El sencillo de debut de la banda "Take off" fue lanzado el 8 de julio, llegando al número 2 en el índice de audiencia indie Oricon, y al número 63 en el chart mayor, donde permanecieron por una semana. Antes del siguiente sencillo, hicieron una serie de tres presentaciones, los días 18 y 24 de julio y 9 de agosto (todos ellos en Takadanobaba Area).
Su segundo sencillo, “Dear”, fue lanzado el 19 de agosto de 2009 en un Cd+DVD que promocionaba su primer video. Llegó al número 2 en el índice de audiencia indies Oricon, y al número 44 en el chart mayor, donde permaneció por una semana. Posteriormente, con ventas agotadas fue relanzado el 1 de febrero de 2010 en un formato de CD solamente. El mes terminó con una aparición en vivo en el Takadanobaba Area el 31 de agosto de 2009.
En septiembre y octubre de 2009, Vivid participó en siete eventos "Chichu Rōkaku" organizados por la PS Company, comenzando con la edición 94° en Takadanobaba Area el 19 de septiembre. Las ediciones 95° a 97° se llevaron a cabo en el mismo lugar el 20, 26 y 27 de septiembre. Las tres ediciones de octubre fueron en lugares diferentes; el 98° del 9 de octubre en [Nagoya], el 99° del 10 de octubre en Umeda Akaso, y 100° se encontraba en Kawasaki Club Citta, el 17 de octubre.
El 21 de octubre de 2009, la banda presentó su debut en miniálbum, The Vivid Color. Fue su primer lanzamiento que estuvo disponible en dos versiones diferentes. El miniálbum alcanzó el número 34 en las principales listas de Oricon, donde permaneció durante dos semanas.
Su tercer sencillo, titled "Across the Border", fue lanzado el 17 de febrero de 2010, en tres versiones diferentes, llegando al lugar 22° en el chart de Oricon de singles
El 3 y 4 de julio de 2010 se presentaron en la J.E. Live House de París, Francia, durante la Exposición Universal de Japón 2010, siendo esta la primera vez en que Vivid tocaba fuera de Japón.
Su cuarto sencillo, "Precious", fue lanzado el 7 de julio de 2010, alcanzando el número 15 en la lista semanal de Oricon.
En agosto de 2010, se anunció que Vivid iba a firmar con sello Epic de Sony Music Japan Records.
Su quinto sencillo y principal "Yume Mugen no Kanata" (「夢」～ムゲンノカナタ方～)?), tema  ending de la serie de anime Level E, fue lanzado el 19 de enero de 2011. [7 ] [1]
Su canción "Blue" se utilizó como tema de apertura número 14 del popular anime Bleach desde el episodio 317-342
Su canción "Real" se utilizó con tema de apertura número 3 del anime Mobile suit Gundam AGE  desde el episodio 29 -39

## Discografía

### Miniálbumes
- The Vivid Color (21 de octubre de 2009) Posición en el Oricon Weekly Album Chart: 34[2]

- Thank you for all/From the beginning (28 de enero de 2015)

### Sencillos
- "Take-off" (8 de julio de 2009) Posición en el Oricon Weekly Single Chart: 63[3]
- "Dear" (19 de agosto de 2009) Posición en el Oricon Weekly Single Chart: 44[3]
- "Across the Border" (17 de febrero de 2010) Posición en el Oricon Weekly Single Chart: 22[3]
- "Precious" (7 de julio de 2010) Posición en el Oricon Weekly Single Chart: 15[3]
- "Yume: Mugen no Kanata" (19 de enero de 2011)
- "Blue" (13 de julio de 2011)
- "FAKE" (9 de noviembre de 2011)
- "Message"(11 de enero de 2012)
- "REAL"(15 de mayo de 2012)
- "ANSWER" (24 de abril de 2013)
- "Theater" (18 de diciembre de 2013)

### Álbumes
- "INFINITY" (27 de junio de 2012)

- "The Pendulum" (26 de febrero de 2014)